# Wasserballtor

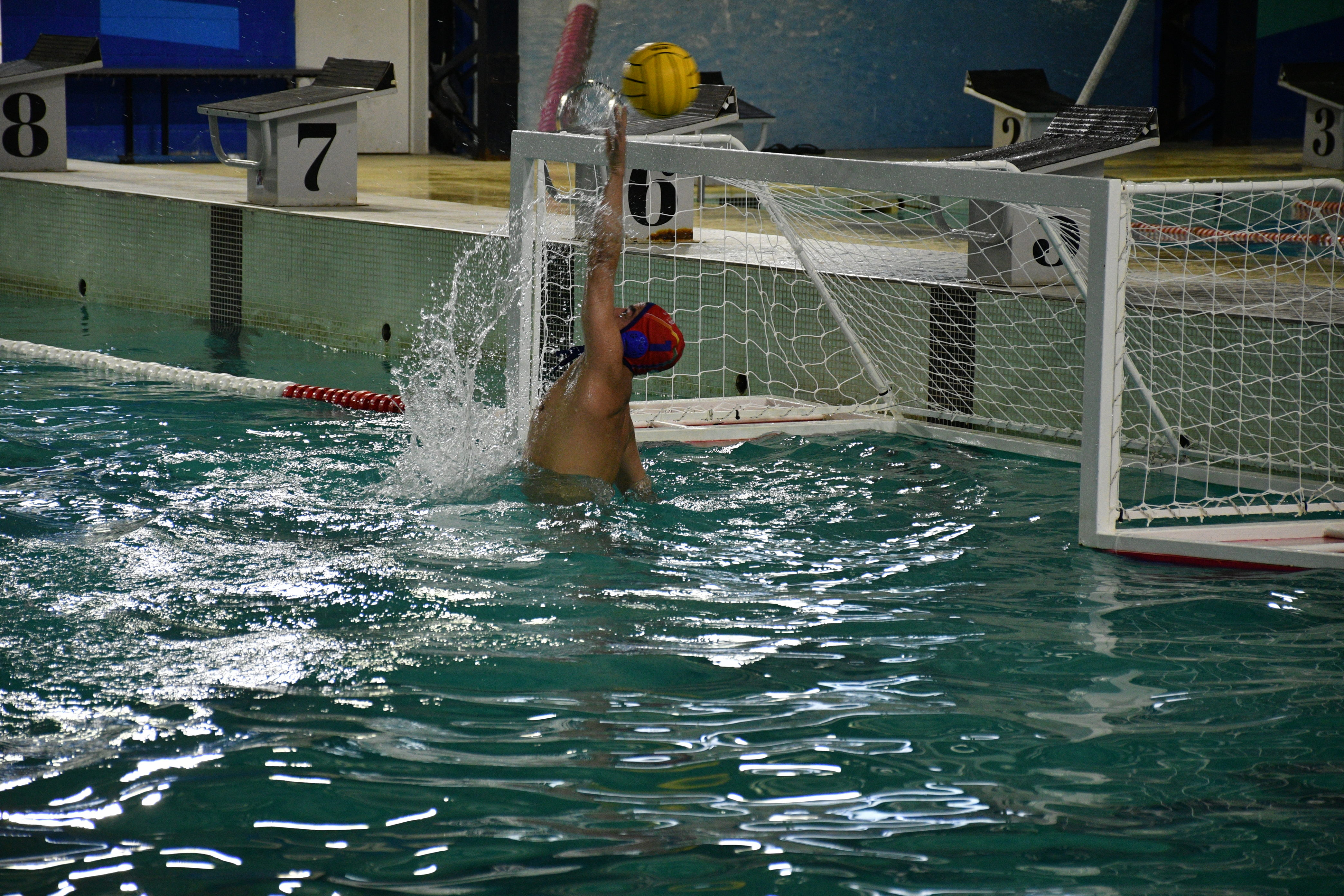
Freischwimmendes Wasserballtor

Ein Wasserballtor besteht aus einer Querlatte und zwei Pfosten und einem Netz. Es kann zwischen freischwimmenden (wird durch die Spielbegrenzungslinien in der richtigen Lage gehalten) und am Beckenrand befestigten Wasserballtoren unterschieden werden.

## Regeln
Die World Aquatics bzw. die daraus abgeleiteten Anforderungen der Nationalverbände (z. B. DSV, OSV) definieren die regulatorischen Anforderungen für Wasserballtore: Beim Wasserball steht die Latte des Tores 0,90 m über der Wasseroberfläche und ist 3 m breit. Das Tor steht mindestens 30 cm vor der Torlinie genau in der Mitte der Kurzseite. Die Latte und die Pfosten müssen 7,5 cm breit sein, sie müssen rechtwinklig verbunden sein, die Pfosten müssen genau senkrecht, die Latte genau waagerecht sein. Das Tor muss sich farblich vom Ball unterscheiden. Die Netze müssen schlaff hängen, den gesamten Torraum umschließen und dürfen keine Löcher haben, durch die der Ball gelangen kann.
Wenn das Becken eine geringere Tiefe als 1,50 m aufweist, muss sich die Torlatte 2,40 m über dem Beckenboden befinden. Die Pfosten müssen dann entsprechend lang sein.

## Normen
Die EN 13451-7 regelt die sicherheitstechnischen Anforderungen an Tore: Die Standfestigkeit, die konstruktive Festigkeit, die Zugfestigkeit des Netzes und seiner Befestigung, sowie die entsprechenden Prüfverfahren.